# Cantone di Seignelay
Il Cantone di Seignelay era una divisione amministrativa dell'arrondissement di Auxerre.
È stato soppresso a seguito della riforma complessiva dei cantoni del 2014, che è entrata in vigore con le elezioni dipartimentali del 2015.
Comprendeva i comuni di:
- Beaumont
- Chemilly-sur-Yonne
- Cheny
- Gurgy
- Hauterive
- Héry
- Monéteau (parzialmente)
- Mont-Saint-Sulpice
- Ormoy
- Seignelay